# Ottendorfský potok (přítok Křinice)
Ottendorfský potok (německy Ottendorfer Bach či Ottendorfer Dorfbach) je vodní tok pramenící na svahu ve vsi Ottendorf, místní části saského města Sebnitz. V Křinickém údolí zprava ústí do Křinice.

## Průběh toku
Ottendorfský potok pramení uprostřed zástavby vsi Ottendorf, která je místní částí velkého okresního města Sebnitz. Nejprve protéká východním směrem, ale na konci Ottendorfu se stáčí a nadále teče téměř jižním směrem. Koryto potoka je v horní části regulované a upravené. Na konci Ottendorfu do něj zleva ústí Hessentrögelbach (na českém území Tomášovský potok) a posléze také Waldmühlenbach (na českém území Strážný potok). Střední a dolní tok protéká údolím Dorfbachgrund v národním parku Saské Švýcarsko, ve kterém lemuje silnici směřující z Ottendorfu do Křinického údolí. Koryto potoka je v údolí zčásti regulované. Po přibližně 3,3 kilometrech od pramene ústí Ottendorfský potok poblíž mlýna Buschmühle zprava do Křinice.

## Geologické podloží
Podloží v horní části toku tvoří lužický granodiorit, který je posléze vystřídán pískovcem. 

## Galerie

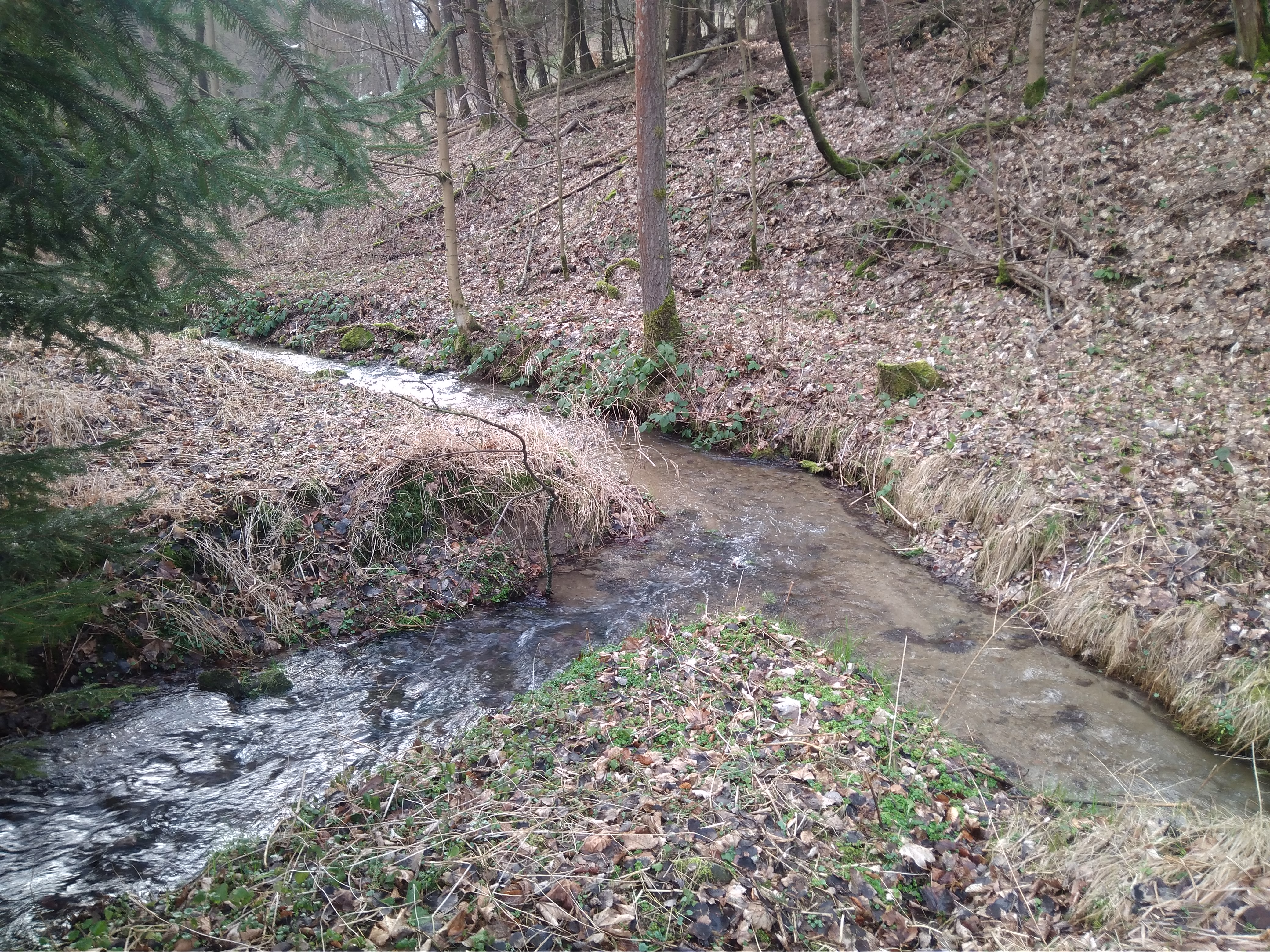
Soutok Ottendorfského a Tomášovského potoka